# Клименков Сергій Петрович
Сергі́й Петро́вич Клименков — головний сержант Збройних Сил України, учасник російсько-української війни, який загинув під час російського вторгнення в Україну.

## Життєпис
Народився 6 листопада 1975 року.
Після закінчення навчання в школі призваний на строкову військову службу. Після демобілізації працевлаштувався на ЦГЗК, де працював оперативним черговим у відділі охорони управління економічною безпекою.
Протягом 2001—2005 років проходив військову службу в Збройних Силах України. Повернувшись до цивільного життя, трудився підземним гірником в шахтобудівельному управлінні ВАТ «Суха Балка», через деякий час за такою ж професією працював на шахті «Гвардійська». Певний час трудився у ТОВ артельстарателів «Дражник», ТОВ «Інтерлок-Кривий Ріг». У 2009 році перейшов працювати на шахту «Октябрська», де працював прохідником дільниці № 7.
З початком війни на сході України, був призваний на військову службу до 17 ОТБр. Брав участь в боях за Іловайськ, Дебальцеве та інших місцях. Отримав декілька контузій та тричі був поранений. В 2014 році був нагороджений орденом «За мужність» III ступеня.
Був щирим патріотом своєї країни, адже неодноразово служив за контрактом в Збройних Силах України, відстоюючи суверенітет і цілісність рідної держави під час АТО та ООС. У військовому званні головного сержанта ніс військову службу в розвідувальному взводі 17 ОТБр.
Загинув 21 березня 2022 року внаслідок вибуху ворожого снаряду під час виконання бойового завдання з відбиття російського вторгнення в Україну (місце — не уточнено).
Залишилися дружина та син Єгор.

## Нагороди
- орден «За мужність» II ступеня (16 квітня 2022 року, посмертно) — за особисту мужність і самовіддані дії, виявлені у захисті державного суверенітету та територіальної цілісності України, вірність військовій присязі[4];
- орден «За мужність» III ступеня (21 жовтня 2014 року) — за особисту мужність і героїзм, виявлені у захисті державного суверенітету та територіальної цілісності України, вірність військовій присязі[5].